# Эрматова, Таджихан
Таджиха́н Эрма́това (узб. Тожихон Эрматова; 1940, Араван, Ошская область — 29 апреля 1988, Араван, Ошская область) — хлопковод, звеньевая колхоза имени Молотова Араванского района Ошской области, Киргизская ССР. Герой Социалистического Труда (15.2.1957). Депутат Верховного Совета СССР 9-го созыва.

## Биография
Родилась в 1940 году в селе Араван Араванского района Ошской области в крестьянской семье, по национальности узбечка.
Свою трудовую деятельность начала очень рано в 1952 году с вступлением в колхоз «Коммунизм» (позднее — имени Молотова) Араванского района. В 1956 году стала руководителем хлопководческого звена. В 1956 году звено Таджихан Эрматовой показало максимальные результаты по сбору хлопка-сырца в Араванском районе. В 1956 году её звено с каждого гектара собрало по 65,5 центнеров хлопка-сырца. В 1956-1957 годах она вручную собрала за сезон до 30 тонн хлопка. Чтобы проверить достоверность этого результата, была создана авторитетная комиссия, которая провела хронометраж и наблюдала за её работой и подтвердила её достижение.
Указом Президиума Верховного Совета СССР от 15 февраля 1957 года за выдающиеся успехи, достигнутые в деле увеличения производства сахарной свеклы, хлопка и продуктов животноводства, широкое применение достижений науки и передового опыта в возделывании хлопчатника, сахарной свеклы и получение высоких и устойчивых урожаев этих культур в 17 лет была удостоена высокого звания Героя Социалистического Труда с вручением ордена Ленина и золотой медали «Серп и Молот».
В 1962 году вступила в КПСС. Избиралась депутатом Верховного Совета СССР 9-го созыва от Совета Национальностей (1974—1979), неоднократно депутатом Араванского районного и сельского советов
С 1965 года и до конца своей жизни Эрматова Т. возглавляла комплексную хлопководческую бригаду колхоза «Коммунизм» (бывший колхоз им. Молотова). С тех пор управляла хлопкоуборочной машиной. Впоследствии комбайном за сезон собирала по 70-100 тонн хлопка-сырца.
Умерла 29 апреля 1988 года от сердечного приступа. Она похоронена на кладбище «Интифак» в селе Кок-Желет Араванского района.

## Награды
- Орден Ленина
- орден Трудового Красного Знамени (1973)
- орден Октябрьской Революции (1976 г.)
- Медаль «В ознаменование 100-летия со дня рождения Владимира Ильича Ленина» (1970)
- медали ВДНХ СССР, а также Почётными грамотами.

## Семья
В 1962 году Т. Эрматова вышла замуж за Хайитбоева Мухаммадураима (сына Героя Социалистического труда Хайитбая Анарова) и воспитала трёх сыновей и трёх дочерей.

## Память
Для увековечения памяти Т. Эрматовой, её именем в 1994 году названа одна из улиц в селе Араван, Араванского района